# Dégustation de la bière

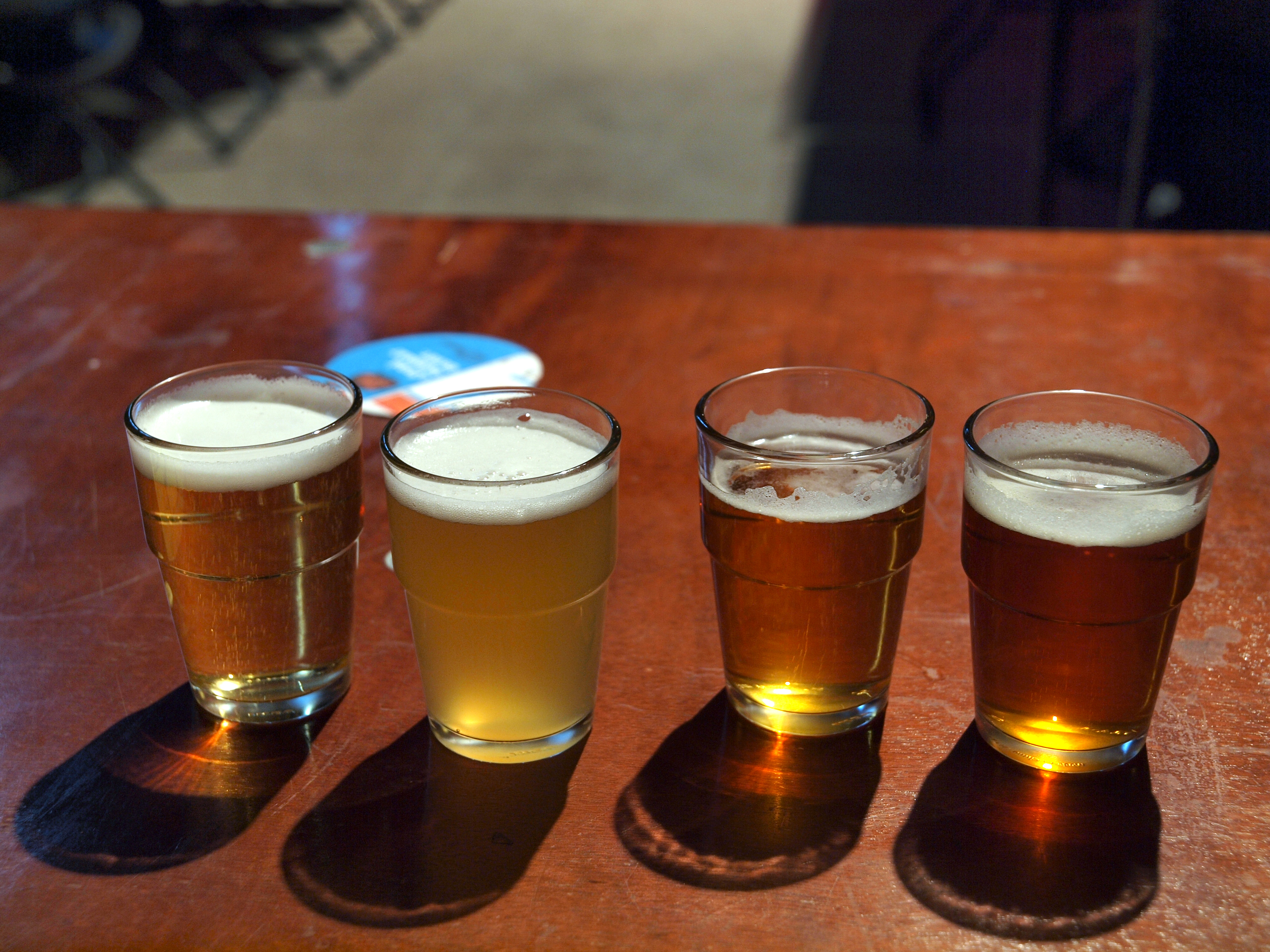
4 verres de bière en terrasse d'un bar.

La dégustation de la bière consiste en l'art de goûter, savourer et décrire la bière, généralement au moyen d'un verre adéquat. Elle peut se décliner en différents types :
- la dégustation du consommateur ;
- la dégustation de l’amateur (déguster pour le plaisir) ;
- la dégustation du professionnel : 
  - la dégustation commerciale : dégustation appréciative. La bière a-t-elle les qualités de sa valeur commerciale ?
  - la dégustation technique : dégustation analytique. C’est l’analyse sensorielle.

Cet article traite uniquement de l’analyse sensorielle. La bière sera analysée sous les quatre phases suivantes :
- examen visuel ;
- examen olfactif ;
- examen gustatif ;
- examen global.

## Consensus sensoriel sur la dégustation
L'homme dispose d'un nombre de perceptions illimité, mais d'un nombre limité de descripteurs sémantiques. Les travaux des neurophysiologistes montrent que l'analyse de la dégustation d'un vin est subjective quantitativement et qualitativement car les perceptions sont un continuum de stimuli et de sensibilités et que les descripteurs sémantiques ne peuvent résumer la multiplicité et la complexité des perceptions. C'est ainsi que la théorie des quatre saveurs élémentaires est réfutée ou que les sensations perçues dans la bouche se confondent souvent (la présence de bulles de gaz carbonique donne une sensation chimique de picotement mais aussi une sensation pseudo-thermique de fraîcheur, un taux élevé d'éthanol donne une sensation tactile d'onctuosité mais aussi une sensation pseudo-thermique de chaleur). Il ne peut donc y avoir aucun consensus entre les individus quant à la description des sensations perçues.

## Les sensations visuelles

### Couleur
La couleur se révèle près d’une source lumineuse sur fond blanc. Elle est en majeure partie due au degré de torréfaction des malts . On peut rapidement associer une bière par sa couleur à l'une des grandes catégories populaires que sont les blondes, les ambrées, les rousses, les brunes et les blanches. Mais une analyse plus poussée demande au minimum un approfondissement sur les nuances. Une bière blonde peut par exemple voir la couleur de sa robe décliner du blond paillé au blond soutenu, en passant par le blond doré.

### Perlage, effervescence
L'effervescence est due à la présence de CO2. Le service dit "pression" demandant un apport d'azote, les bières fraîchement servies en bar peuvent produire une effervescence spécifique, telle celle de la Guinness Draught.

## Les sensations gustatives
Les organes récepteurs gustatifs sont surtout localisés dans les papilles de la langue. Les cellules sensibles sont inégalement réparties sur la surface de la langue : elles sont rassemblées surtout au bout de la langue et sur les pourtours (elles sont absentes dans la partie centrale). 
Le renouvellement de la totalité des cellules gustatives est rapide (par exemple après s’être brûlé la langue).

### Notions gustatives de base

#### Les saveurs élémentaires
La supposition voulant que les saveurs soient perçues à des endroits précis de la langue est, sinon fausse, du moins quelque peu inexacte.
- Le sucré :
  - semble se percevoir sur le bout de la langue
  - se perçoit immédiatement
  - la sensation atteint son maximum après environ deux secondes et disparaît après une dizaine de secondes

Interprétation : La sensation sucrée est amplifiée par l’alcool. Par conséquent, une bière au titre alcoolique plus élevé nous paraîtra plus sucrée.
Le sucré donne à la fois des éléments de souplesse, de gras et moelleux. C’est la saveur la plus primitive (appréciée dès les premiers jours de la vie d’un nourrisson). La perception des sucres diminue dans le temps.
- Le salé :
  - se perçoit rapidement dans toute la bouche;
  - fait saliver ;
  - persiste davantage que le sucré
  - saveur salée communiquée par les sels minéraux. Saveur souvent masquée par les autres saveurs
  - le caractère salé est très rarement détecté dans une bière

Interprétation : la saveur salée donne de la fraîcheur et relève la sapidité.
- L’amer :
  - lent à se développer
  - On a l'impression de la percevoir sur la partie postérieure de la langue
  - augmente et persiste longtemps

Interprétation : l'amertume s’associe souvent à une sensation d’astringence (assèchement) liée aux tanins (ex : dans le houblon).
- L’acide :
  - semble se percevoir sur les côtés et au-dessous de la langue
  - se perçoit rapidement
  - persiste comme la saveur salée
  - perception différente selon la production salivaire et variable (1 à 15) d'un individu à l'autre [3]
  - s'exprime aussi en pH (potentiel hydrogène)

Interprétation : l’acidité donne de la fraîcheur en bouche.
- L'umami :

Interprétation : l'umami agit comme indicateur des saveurs et de la sapidité.

#### La  salivation
Une substance n’a de goût que si elle est soluble dans la phase liquide de notre alimentation et dans la salive.
Les acides font saliver davantage que les autres goûts. Les aliments les plus savoureux (ayant plus de goût) font saliver davantage. 
- Sucré : production de salive épaisse et visqueuse
- Salé : pas de modification de la salivation mais modification de certains récepteurs
- Amer : diminution de la salivation et apparition d’une certaine sécheresse
- Acide : production de salive fluide et abondante
- Umami : stimulation de la salivation et des récepteurs gustatifs

#### Les autres sensations perçues dans la bouche
- L'âpre. Provoqué par les tanins qui sont des substances d'origine organique que l'on trouve dans pratiquement toutes les parties des végétaux. Les tanins sont apportés par le houblon et le malt. Ils provoquent une sensation d’astringence, sensation d'assèchement de la bouche et des gencives ainsi qu’une impression de rugosité (langue râpeuse). C'est une sensation gustative de base qu'on peut tester en goutant l’intérieur d'une peau de banane.

- Le gras. C’est le caractère onctueux d'une bière. Penser par exemple à la sensation que procure en bouche un filet d’huile.

- Le piquant. Rare dans la bière. Donné par certains aromates additionnels comme le piment, le gingembre, le poivre

- Le pétillant. Le « pétillant » est dû à la présence de bulles de CO2 dégagé par la fermentation alcoolique.

- Sensations pseudo-thermiques. Bien que deux bières puissent être techniquement à la même température, on peut ressentir en bouche des sensations thermiques différentes.

### L’analyse gustative
Analyser une bière en bouche, c’est déterminer son attaque, son équilibre, son évolution et sa longueur.

#### Attaque
L’attaque est la première sensation après que l’on a ingéré la bière. 

#### Évolution
Au cours de la dégustation d’une bière, on ressent des goûts successifs.

#### Longueur
La « longueur », ou persistance aromatique intense (PAI), c’est le temps en secondes (ou caudalies) pendant lequel l'arôme persiste en bouche après qu'on a avalé ou recraché la bière. Lorsque la persistance de l'arôme (due aux constituants les moins volatils, c'est-à-dire les plus tenaces) n'est plus perceptible en bouche (en deçà de notre seuil de perception), il y a une reprise de la salivation.
Ne pas confondre la longueur en bouche (persistance d'un goût semblable à la dégustation) avec un arrière-goût (goût différent de la dégustation).

#### L’équilibre en bouche
Après avoir reconnu et évalué les différents goûts présents dans la bière, il faut déterminer leur puissance et surtout leur rapport. C’est l’analyse de l’équilibre de la bière.

## L’évaluation globale
Après avoir analysé en détail la bière sous les trois angles fondamentaux œil, nez et bouche, le goûteur prend quelques secondes de recul pour essayer d’en dégager une évaluation globale en tentant de mettre une note (subjective) à la bière et d’y associer un jugement :
Exceptionnel, Excellent, Très Bien, Bien, Moyen, Médiocre, Mort